# Tyler Hicks (Fotojournalist)
Tyler Hicks (* 9. Juli 1969 in São Paulo, Brasilien) ist ein US-amerikanischer Fotojournalist.

## Leben
Hicks schloss die High School 1988 ab und ging danach an das College of Communication der Boston University. Nach seinem Abschluss im Fach Journalismus an der Universität 1992 arbeitete er als Freier Fotograf mit Stützpunkten in Afrika und auf dem Balkan auch für Zeitungen in North Carolina und in Ohio.
Bis heute war Hicks, auch im Auftrag von The New York Times, in vielen Krisen- und Kriegsgebieten in Europa, im Nahen Osten und in Afrika tätig. Unter anderem wurde er 2011 von Kräften, die Muammar al-Gaddafi unterstützten, zusammen mit Anthony Shadid, Lynsey Addario und Stepen Farrell festgesetzt und nach sechs Tagen wieder freigelassen. Anfang 2012 brachte er den Leichnam seines Kollegen Anthony Shadid, der an einem Asthma-Anfall während der Unruhen in Syrien verstarb, zurück in die Türkei.
Im September 2013 war Hicks beim Überfall auf das Westgate-Einkaufszentrum in Nairobi beim Einsatz der kenianischen Sicherheitskräfte anwesend, da sein Büro in der Nähe des Geschehens liegt. Für die hierbei entstandenen Aufnahmen wurde Tyler Hicks „The Robert Capa Gold Medal“ des Overseas Press Club of America (OPC) verliehen.
Seit 2013 ist Hicks mit Nichole Sobecki verheiratet.

## Preise und Auszeichnungen
- 2007: Zeitungsfotograf des Jahres beim Pictures of the Year International Contest der Missouri School of Journalism.
- 2009: Pulitzer-Preis/Auslandsberichterstattung zusammen mit Kollegen von The New York Times für die Reportagen aus Pakistan und Afghanistan.
- 2010: Top Ten Works of Journalism of the Decade für seine Fotos aus dem Irak und Afghanistan zusammen mit den Reportern Dexter Filkins und C. J. Chivers durch die New York University.
- 2011: George Polk Award for Foreign Reporting.
- 2013: The Robert Capa Gold Medal Award[2]
- 2014: Pulitzer-Preis/Aktuelle Fotoberichterstattung für seine Breaking News Photography aus dem Westgate-Einkaufszentrum in Nairobi.
- 2016: Pulitzer-Preis/Aktuelle Fotoberichterstattung (gemeinsam mit drei weiteren Fotografen der New York Times) für ihre Breaking News Photography zur europäischen Flüchtlingskrise